# JR貨物UF28A形コンテナ
UF28A形コンテナ（UF28Aがたコンテナ）は、日本貨物鉄道（JR貨物）輸送用として籍を編入している20ft・内容積28m3の普通品輸送向け私有コンテナ（冷凍コンテナ）である。
形式の数字部位 「 28 」は、コンテナの容積を元に決定される。このコンテナ容積28㎥の算出は、厳密には端数四捨五入計算の為に、内容積27.5 - 28.4㎥の間に属するコンテナが対象となる。
また形式末尾のアルファベット一桁部位 「 A 」は、コンテナの使用用途（主たる目的）が 「 普通品（非危険品の輸送）」を表す記号として付与されている。
2001年度から製造された。

## 特記事項
分散式で長年多くの輸送実績や荷主ニーズに対応して、各種形式をリースおよびレンタルにて大量に供給し続けてきたヤンマー株式会社が、2000年代に入っても長引く不況と需要減退により、2015年初頭より一部の長期リース契約中を除き、レンタルおよび分散式コンテナ販売より撤退した。撤退に際し、長期使用していた固体は廃棄となり、また比較的稼動年数の短い固体は売却となった。
これに対してヤンマーは売却後、5年間に限り維持管理に必要となる情報やアフターサービス（点検・修理・部品供給）を行っていたが、2015年3月31日付けで終了し、これをもって完全撤退を完了する事となった。

## 番台毎の概要

### 5000番台
5001 - 5031
ヤンマーディーゼル所有。全高2591mm（規格外）、最大総重量13.5t、コキ100系貨車積載限定。

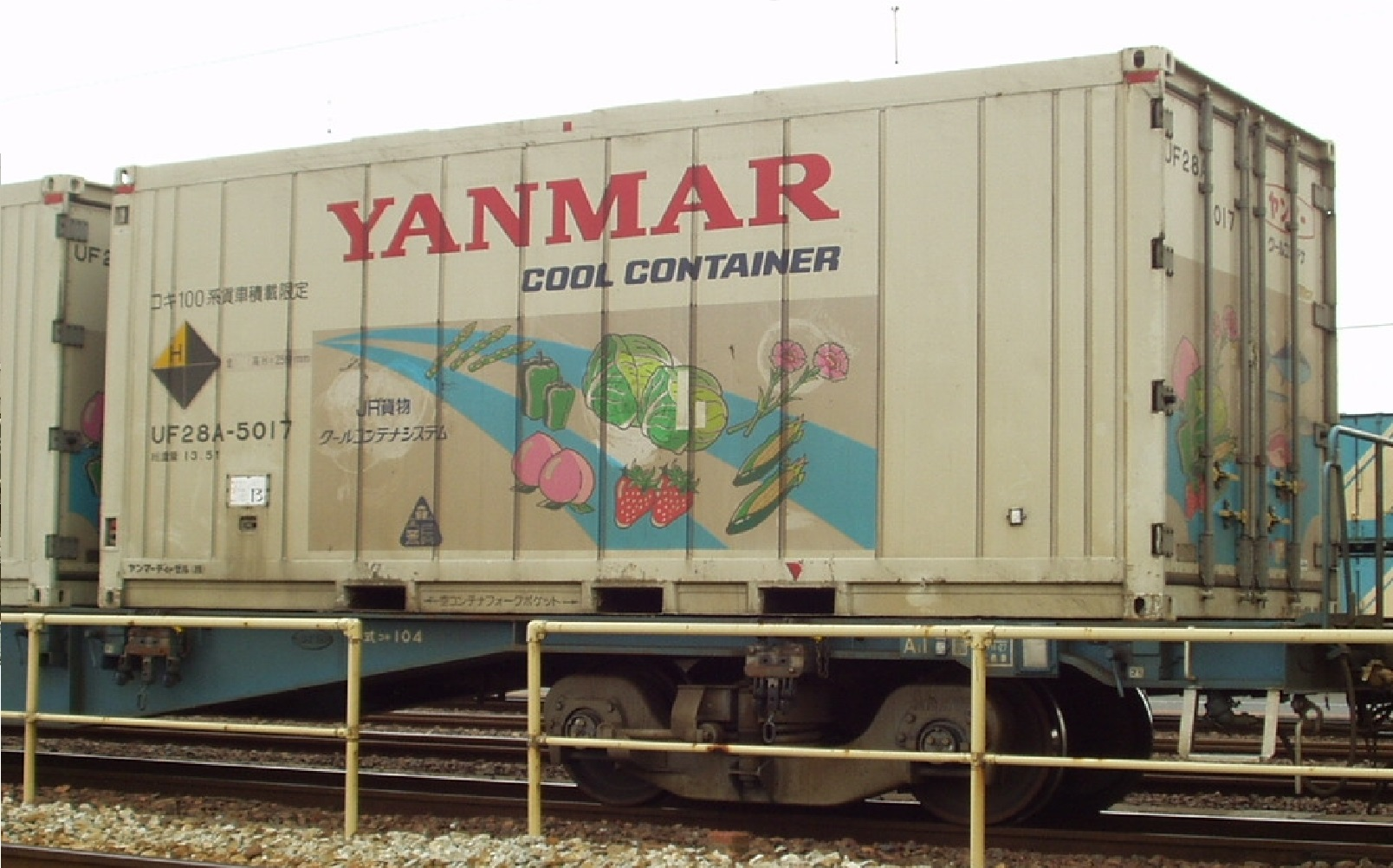
UF28A-5017 ヤンマーディーゼル所有。